# Götzenhain
Götzenhain ist ein Stadtteil von Dreieich im südhessischen Landkreis Offenbach.

## Geographische Lage
Götzenhain ist der obere Endpunkt der durchgehenden Siedlungsachse, die entlang des Hengstbachs in Südost-Nordwest-Richtung vier Dreieicher Stadtteile, nämlich Götzenhain, Dreieichenhain, Sprendlingen und Buchschlag miteinander verbindet. Der Hengstbach fließt nach Nordwesten und ist Quellfluss des Schwarzbachs, der wiederum südlich der Mainspitze in den Rhein mündet. Das Quellgebiet des Hengstbachs liegt knapp östlich der Gemarkungsgrenze, am Westhang des Dietzenbacher Hexenbergs, der mit 215 Meter höchsten Erhebung im Landkreis Offenbach.
Der Ortskern von Götzenhain liegt südlich der Dietzenbacher Straße und wird, von dieser Straße ausgehend, von einem schmalen hufeisenförmig laufenden Fußweg umschlossen, der überwiegend der Erschließung von Gartengrundstücken dient, die in diesem Bering liegen. Vom Ortskern ausgehend, hat sich die bebaute Ortslage zum Hengstbach hinunter nach Süden und Westen ausgedehnt und nach Norden hinauf bis auf den 191,4 Meter hohen Im Höchsten. Diese Bergkuppe ist die höchste Erhebung der Gemarkung und Teil des Landrückens, der als Wasserscheide das Hengstbachtal im Süden von dem Flusssystem der Bieber im Nordosten trennt. Die Bieber nimmt ihren Lauf durch Dietzenbach, Heusenstamm und Offenbach-Bieber nach Mühlheim am Main. Ganz in der Nähe des Quellgebiets der Bieber beginnt der Luderbach seinen Lauf nach Norden durch Neu-Isenburg in den Main bei Frankfurt-Niederrad. Zwischen Bieber und Luderbach lässt sich ein Phänomen kartographisch nachvollziehen: beide Flüsse sind zwischen Butterwiese und Haus Kirchborn durch einen rund 1000 Meter langen Graben miteinander verbunden, eine sogenannte Bifurkation, die eine Scheitelhöhe von etwa 170 Meter aufweist.
Gegenüber dem Ortskern von Götzenhain, südlich des Hengstbachs, liegt Schloss Philippseich.
Götzenhain grenzt im Norden und Nordwesten an die Gemarkung Sprendlingen, im Westen an Dreieichenhain, im Süden an Offenthal und im Osten an die Kreisstadt Dietzenbach.
Die Gemarkungsfläche bemisst sich auf 1141 Hektar, davon sind 421 Hektar bewaldet (Stand: 1961). Der größte Teil der Waldungen liegt im Norden, zwischen Luderbach und Bieber.

## Geschichte
Götzenhain ist nach Ansicht von Heimatforschern nicht allmählich aus einzelnen Höfen entstanden, sondern eine planmäßig angelegte Ortsgründung. Als Beweis dafür wird der Verlauf der Straßen im alten Ortskern herangeführt (Hauptstraßen, Kreuz-, Friedens- und Glockengasse). Obwohl aus der Gemarkung Funde aus vor- und frühgeschichtlicher sowie aus der Römerzeit bekannt sind, wird die Entstehung kurz vor dem Jahr 1200 vermutet. Als Grund für die Ortsgründung wird angegeben, die Reichsvögte auf der Burg Dreieichenhain benötigten weiteres Ackerland. Deshalb sei auf dem Landrücken Im Höchsten im Osten von Dreieichenhain Land gerodet und der Ort angelegt worden. Götzenhain wurde früher auch als Küchendorf für die Burgbewohner bezeichnet, was seinen Ursprung in diesen Umständen haben könnte.
Die erste urkundliche Erwähnung Götzenhains stammt aus dem Jahr 1318. Nach dem Aussterben der Falkensteiner geriet Götzenhain ab 1418 in den Besitz der Grafschaft Isenburg und im 16. Jahrhundert wurde die Reformation eingeführt. Graf Johann Philipp von Isenburg-Birstein erbaute in Götzenhain das Schloss Philippseich um 1715. Der Neuhof wurde als isenburgisches Mustergut errichtet. Erst 1724 wurde Götzenhain selbstständige Pfarrei.
1816 kam Götzenhain gemeinsam mit dem Oberamt Offenbach an das Großherzogtum Hessen.
Bei der Verwaltungs- und Justizreform 1821 kam Götzenhain zum Landratsbezirk Offenbach und zum Landgericht Offenbach. 1853 wechselte es zum Landgericht Langen. Ab 1879 war das Amtsgericht Langen für die erstinstanzliche Rechtsprechung im Bereich von Götzenhain zuständig.
Die Dreieichbahn wurde 1905 mit einem Bahnhof in Götzenhain eröffnet.

### Gebietsreform
Im Zuge der Gebietsreform in Hessen wurden am 1. Januar 1977 durch das Gesetz zur Neugliederung des Landkreises Offenbach die Städte Dreieichenhain und Sprendlingen und die Gemeinden Buchschlag, Götzenhain und Offenthal zu einer Stadt mit dem Namen Dreieich zusammengeschlossen. Ortsbezirke für die Stadtteile wurden nicht eingerichtet.

### Einwohnerentwicklung
| Ort        | Ew. 1834 | Ew. 1961 | Ew. 1970 | Ew. 1977 | Ew. 2012 | Ew. 2014 |
| ---------- | -------- | -------- | -------- | -------- | -------- | -------- |
| Götzenhain | 705      | 2.250    | 3.871    | 4.696    | 4.667    | 4.709    |

## Wappen und Flagge
Wappen

Blasonierung: „In silbernem Schild eine rote Kapelle, beseitet von je einer grünen Eiche.“
Das Wappen wurde der Gemeinde Götzenhain im Landkreis Offenbach am 5. Mai 1955 durch den Hessischen Innenminister genehmigt.
Gestaltet wurde es durch den Heraldiker Georg Massoth.
Das Wappen soll einem Gerichtssiegel von 1706 nachgebildet sein. Die Eichen sind dabei redend (Hein=Wald).
Flagge
Die Flagge wurde der Gemeinde am 31. Oktober 1957 vom Hessischen Innenminister genehmigt und wird wie folgt beschrieben:
„Auf 8mal von roten und weißen Längsstreifen geteiltem Flaggentuch das Gemeindewappen.“

## Kultur und Sehenswürdigkeiten

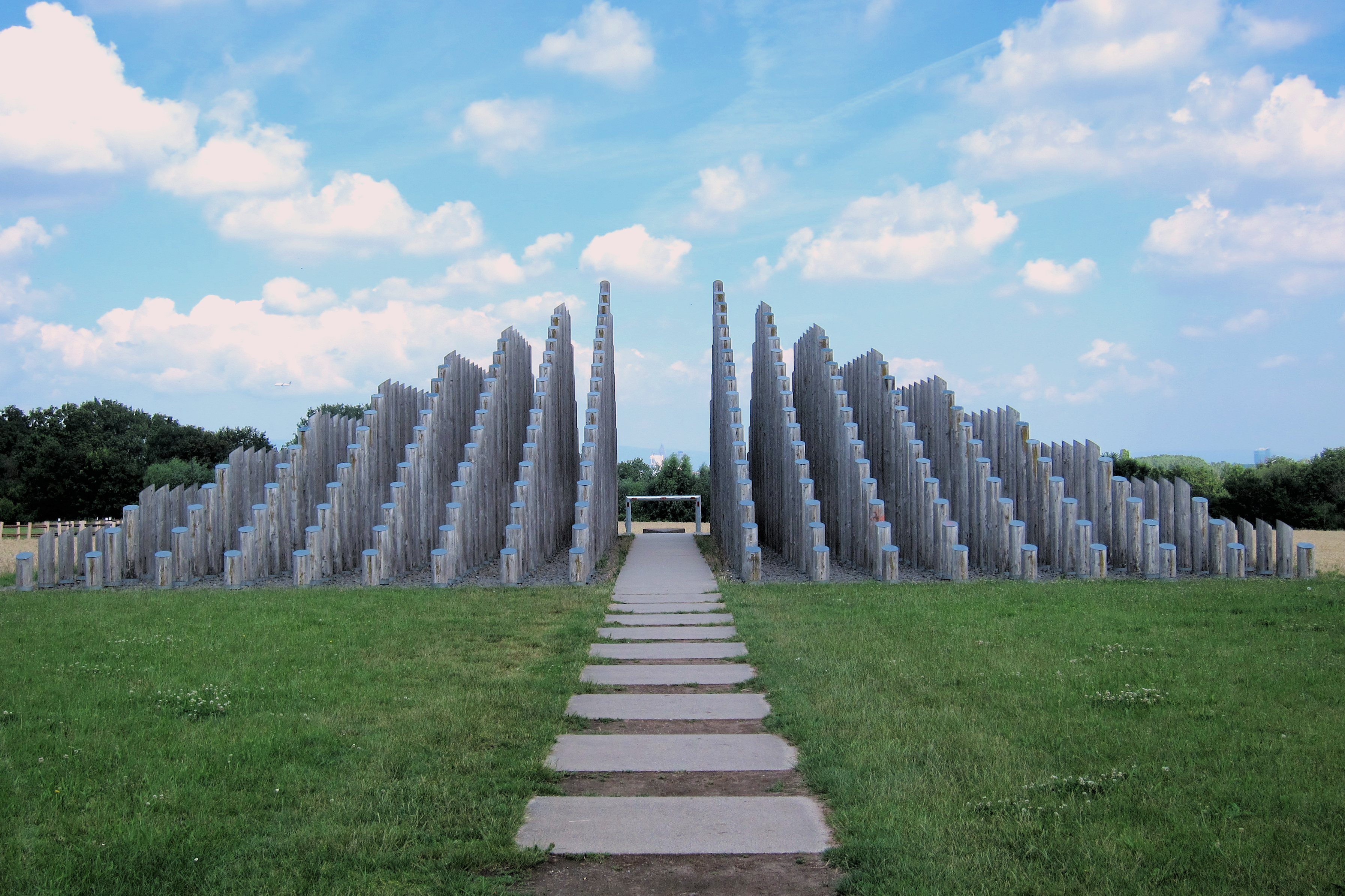
Stangenpyramide

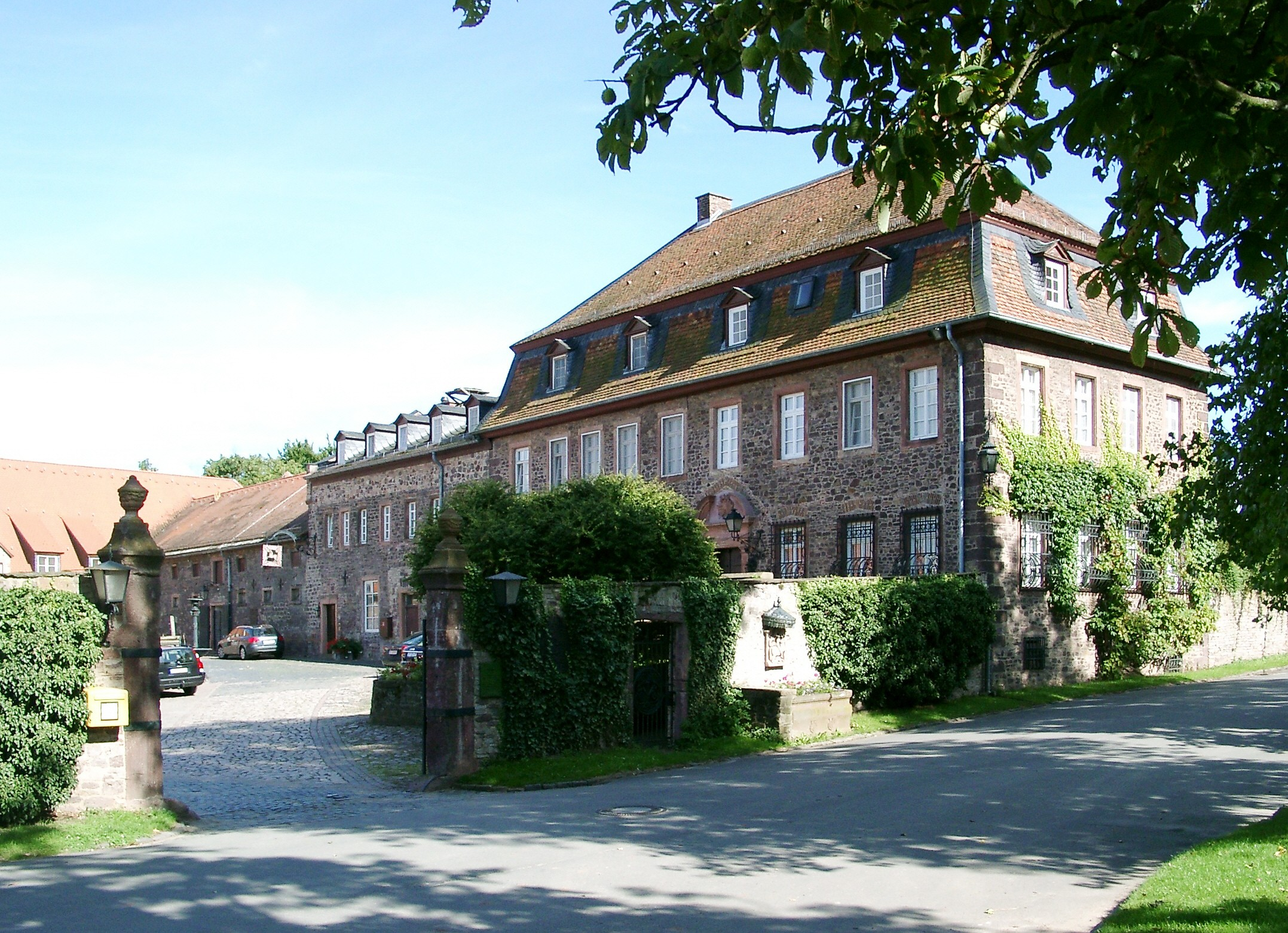
Hofgut Neuhof bei Dreieich

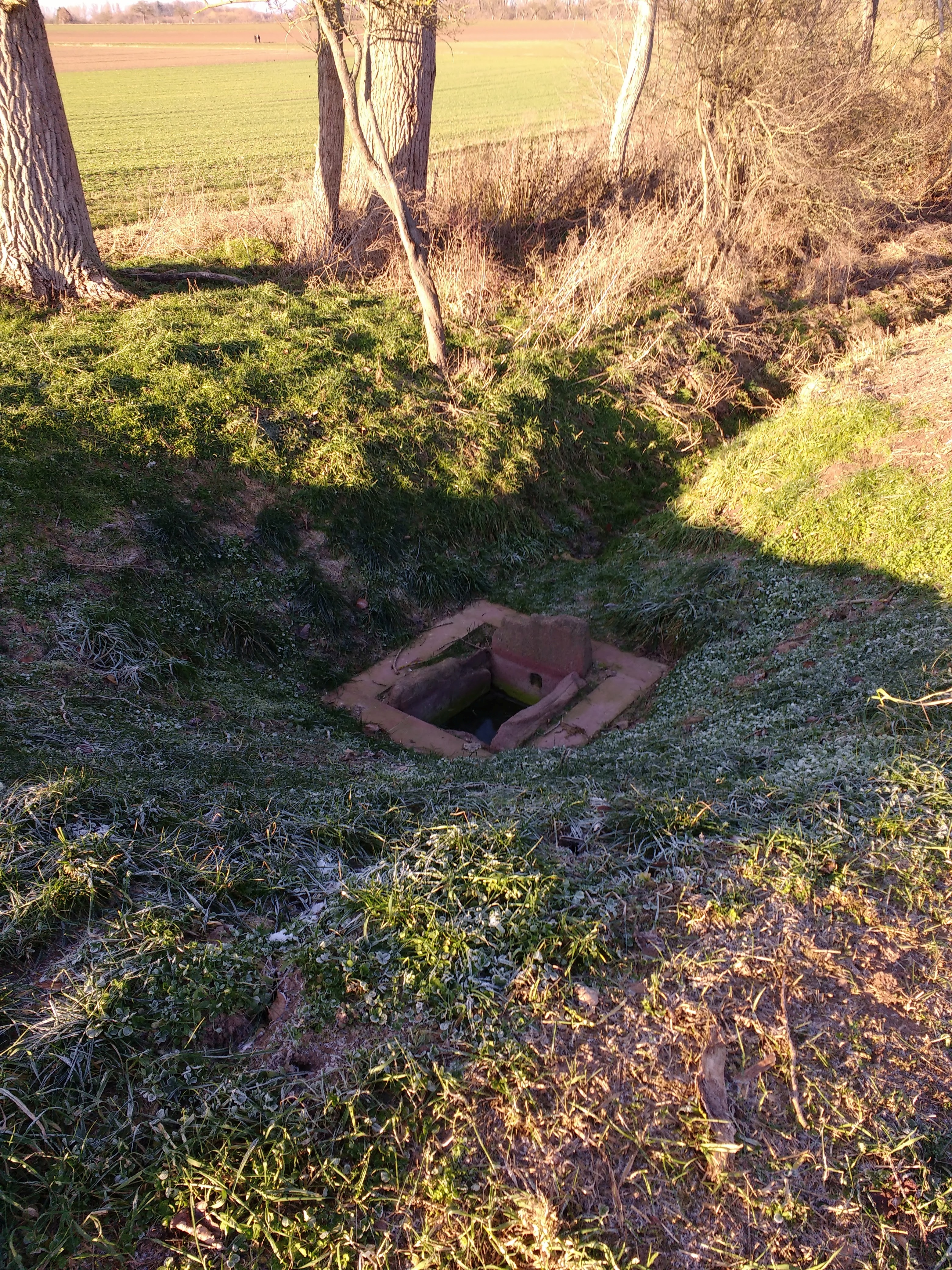
Der Grüne Born, die Bieber-Quelle

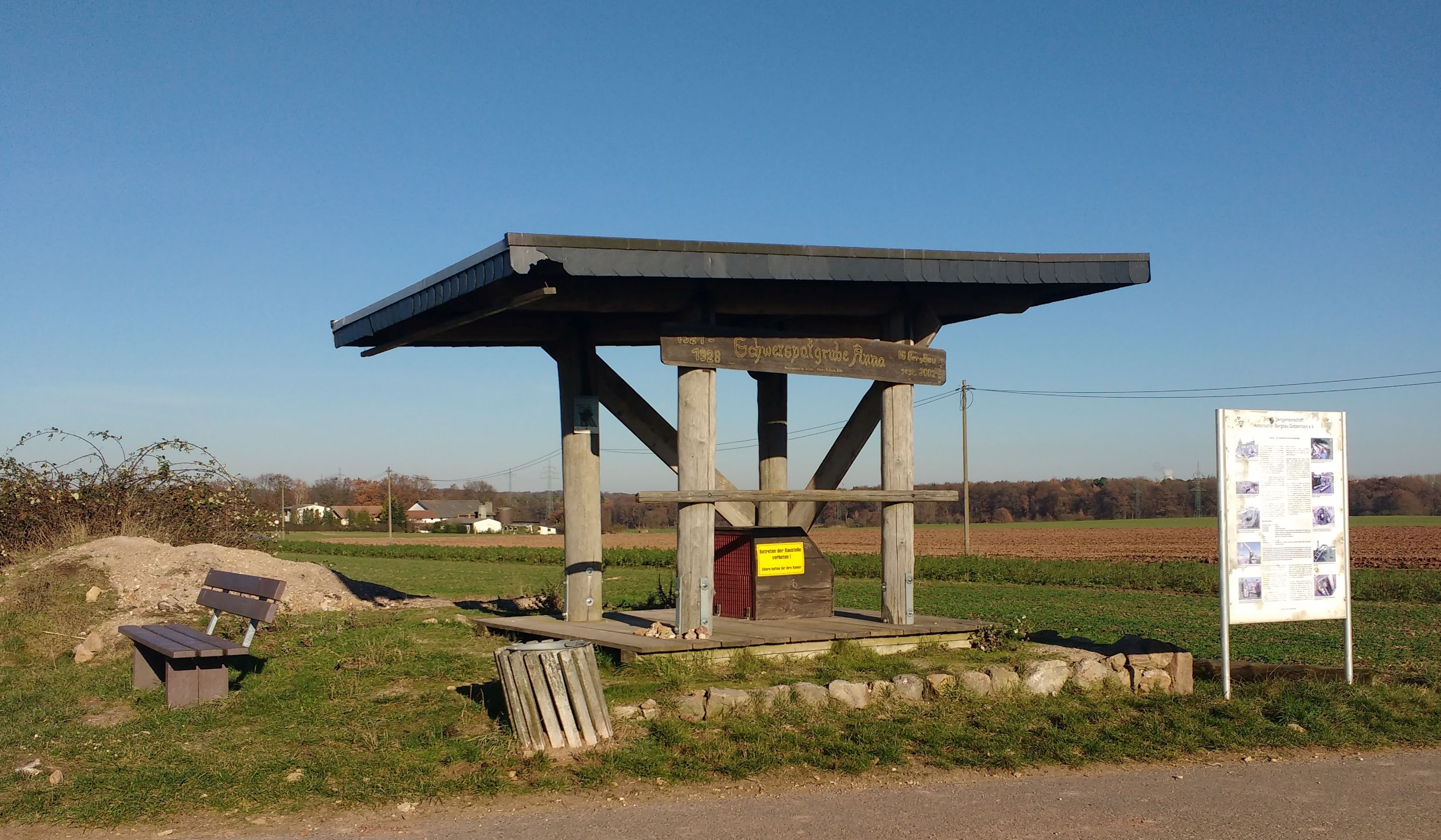
Ehemaliger Eingang zur Grube Anna

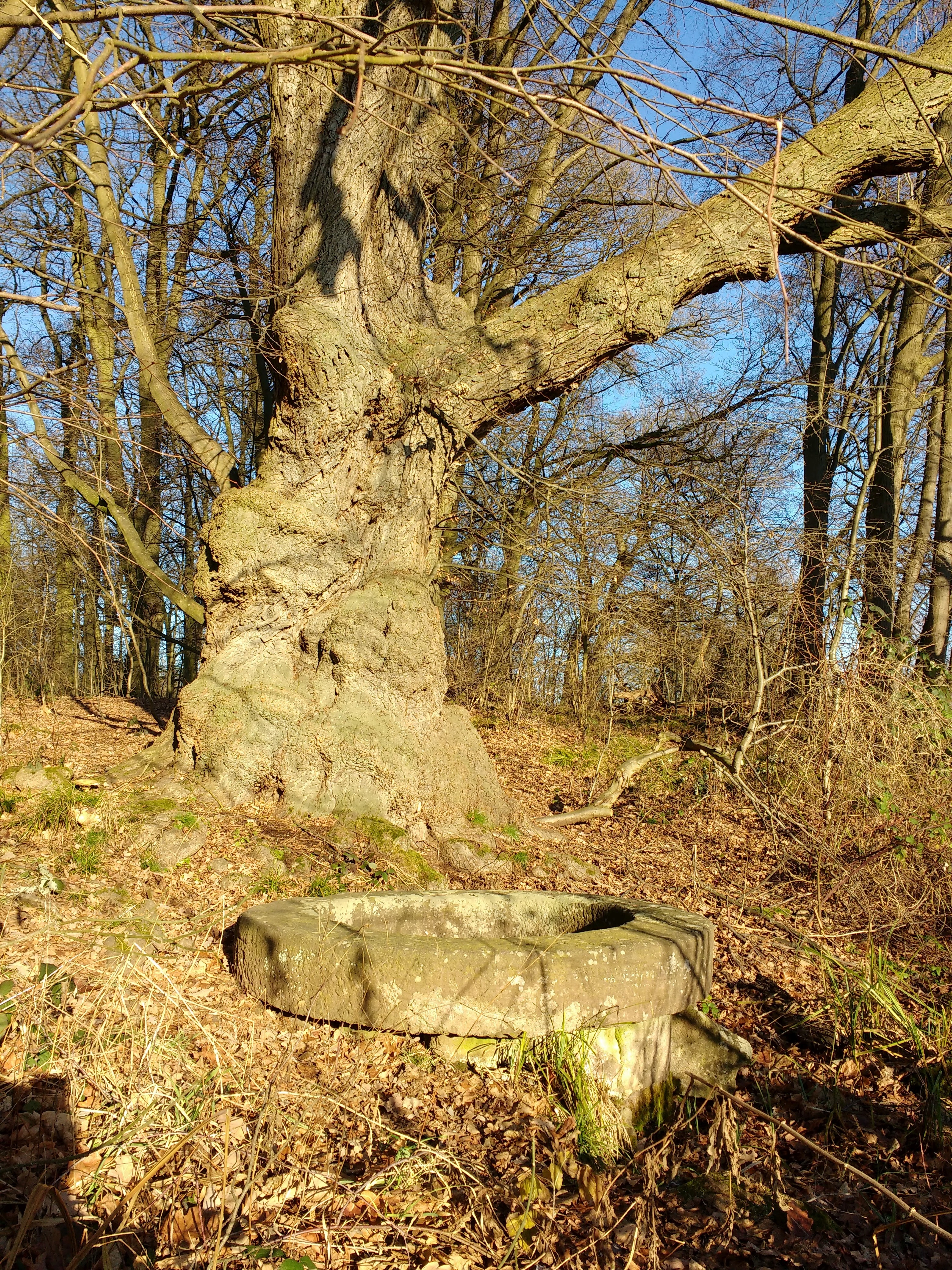
Der Kirchborn

Im Rahmen der Regionalparkinitiative wurde auf der mit 176 Meter höchsten Erhebung der offenen Feldflur am Weg „Auf der Hub“ eine von den Landschaftsarchitekten Ipach und Dreisbusch entworfene Skulptur errichtet und gehört zur Regionalparkroute. Dieses Stangenpyramide genannte Werk besteht aus 450 verleimten Rundhölzern von 24 cm Durchmesser. (Lage) Die Skulptur ist zweigeteilt und begehbar und bildet eine Sichtachse zum Taunus und zur Frankfurter Skyline.
Bei Götzenhain ist vor allem der Neuhof sehenswert. (Lage) Hier ist ein altes Hofgut durch Fachwerkbauten erweitert worden. Diese Anbauten beherbergen auch eine Gastwirtschaft. Rund um den Neuhof ist ein Golfplatz angesiedelt.
Auch das Schloss Philippseich, zwischen Götzenhain und Offenthal gelegen, ist sehenswert, jedoch leider nicht zu besichtigen, da es in Privatbesitz ist.
Die evangelische Kirche in der Ortsmitte von Götzenhain ist ein ab 1776 entstandener Barockbau.  Der Glasmaler Otto Linnemann aus Frankfurt schuf 1930 für die Kirche Glasfenster.
Südlich des Bahnhofs befindet sich das Ringwäldchen, in dem sich ein Naturdenkmal verbirgt: Als der frühere Vulkan Vogelsberg vor Jahrtausenden erlosch, trat an dieser Stelle nochmal Lava hervor und hinterließ großflächige schwarze Felsstrukturen. Zu Beginn des 19. Jahrhunderts wurde an dieser Stelle der ausgetretene Basalt abgebaut und unter anderem zum Bau der katholischen Kirche Götzenhains verwendet. Vom einstigen Steinbruch ist heute in dem Wäldchen ein doppelter Ringwall erhalten.
Hinter dem Ortsausgang, in der Nähe zur Kreisstraße K 173 in Richtung Dietzenbach (Lage), befindet sich die ehemalige Schwerspatgrube Anna, in der von 1921 bis 1928 unterirdisch das Mineral Baryt (Schwerspat) abgebaut wurde.
Von der Grube Anna aus erblickt man in leicht nordwestlicher Richtung einen kaum zweihundert Meter entfernten und mit Bäumen bewachsenen Geländestreifen. Unter ihm befindet sich der zugeschüttete, von 1866 bis 1872 betriebene, „Alte Schacht“ der Schwerspatgrube.
Am nördlichen Ende dieses kleinen Wäldchens, jenseits des Weges, der von den Aussiedlerhöfen her kommt, befindet sich der Grüne Born, die Quelle des Bieberbachs. Als „Grunenburnen“ wurde er bereits 1270 urkundlich erwähnt. Die Quellfassung in der heutigen Form existiert seit 2011.(Lage)
Vom Grünen Born in östlicher Richtung zurück auf den an den Aussiedlerhöfen vorbeiführenden Weg, kommt man in nördlicher Richtung nach wenigen hundert Metern zu einem weiteren Naturdenkmal in der Götzenhainer Gemarkung, dem Kirchborn. (Lage) Dort befindet sich ein weiterer Quellbereich, der die Bieber speist. In unmittelbarer Nähe davon wurde 1927 ein römischer Kalkbrennofen ausgegraben. Auch befinden sich hier Reste eines römischen Gutshofes, einer Villa rustica, der von der Mitte des 2. bis ins 3. Jahrhundert n. Chr. bewohnt war.

## Wirtschaft und Infrastruktur

### Wirtschaftsstruktur
Ein kleines Gewerbegebiet liegt am östlichen Ortsrand rund um die Straße Vor der Pforte. Ferner prägen zwei Gartenbaubetriebe, einer im Süden und einer im Norden von Götzenhain, das Ortsbild.

### Verkehr

#### Öffentlicher Nahverkehr

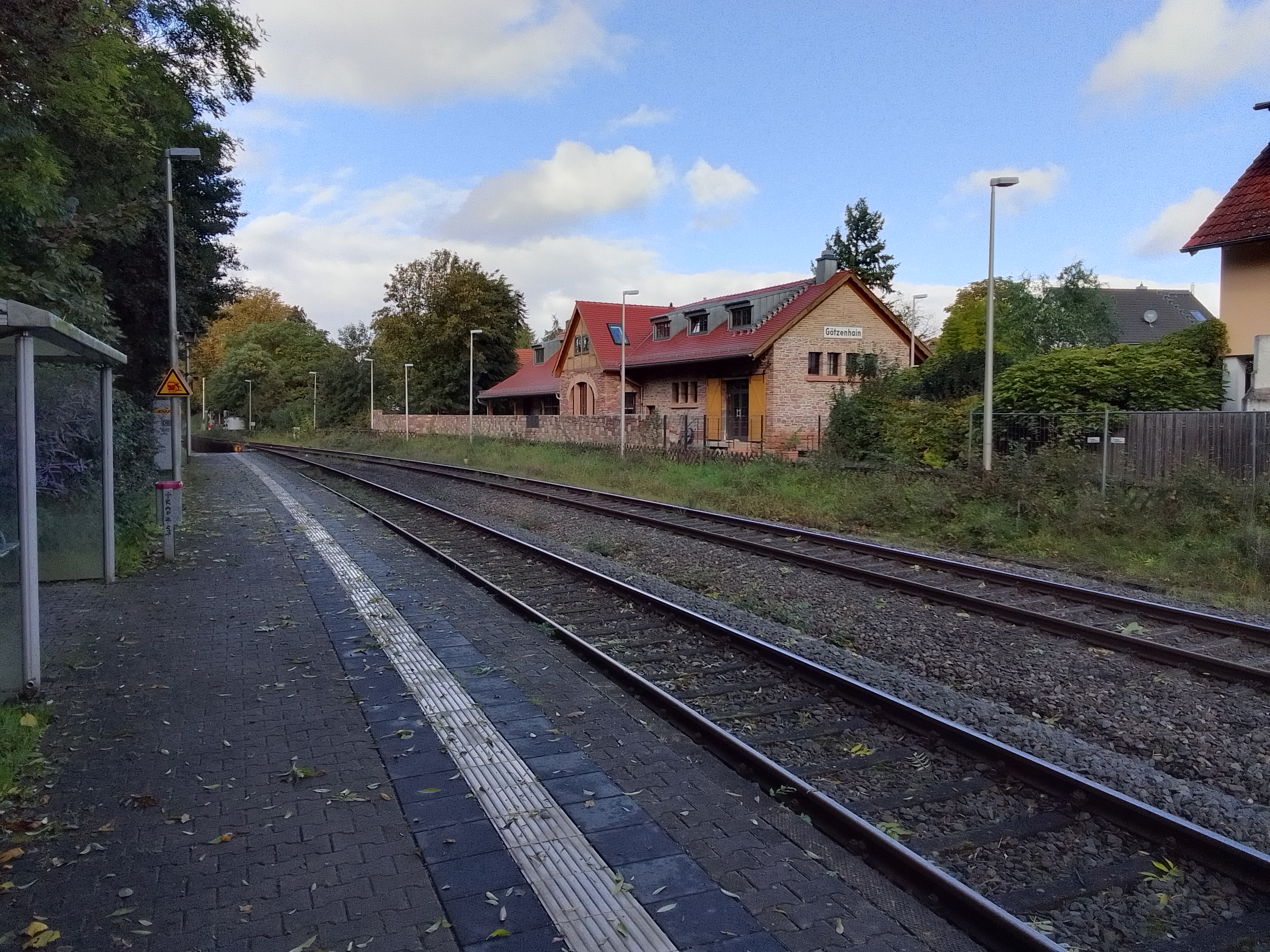
Bahnhof Dreieich-Götzenhain

Götzenhain ist mit dem Bahnhof Götzenhain der Dreieichbahn, die von Dieburg über Rödermark-Ober-Roden zum Bahnhof Dreieich-Buchschlag führt, an das Schienennetz des Rhein-Main-Verkehrsverbundes angeschlossen. Am Bahnhof in Buchschlag besteht Anschluss an die S-Bahn-Linie S 6. Von Montag bis Freitag verkehren im Berufsverkehr einige Züge über Dreieich-Buchschlag hinaus direkt von und nach Frankfurt (Main) Hbf.
Zudem verbinden einige Buslinien Götzenhain mit den anderen Stadtteilen und der Region.

#### Straßenverkehr
Durch Götzenhain verläuft in Nord-Süd-Richtung die Landesstraße L 3317 von der Anschlussstelle Dreieich der Bundesautobahn 661 bis zur Bundesstraße 486 kurz vor Offenthal. Zudem führt quer dazu die Kreisstraße K 173 durch den Ort als Verbindung nach Dietzenbach im Osten und zu den anderen Dreieich-Stadtteilen im Westen.

### Bildung
In Götzenhain gibt es die Karl-Nahrgang-Schule  als Grundschule.
Die Stadtbücherei Dreieich unterhält eine Zweigstelle im Stadtteil Götzenhain.

## Persönlichkeiten
- Johann Philipp Holzmann (1805–1870) wurde in der Kreuzmühle – die Mühle gehörte damals zur Gemarkung Götzenhain – geboren. Er legte hier im Jahre 1849 den Grundstein für seine spätere Baugesellschaft, die Weltfirma Philipp Holzmann AG.
- Jean Ruhl (1877–1957) wurde in Götzenhain geboren und war Anfang der 1930er Jahre Abgeordneter des Reichstags
- Dieter Müller (* 1954) wuchs in Dreieich-Götzenhain auf. Er ist ein ehemaliger deutscher Fußballnationalspieler (12 A-Länderspiele), Torschützenkönig der Fußball-Bundesliga und der Fußball-Europameisterschaft 1976.
- Josef Neckermann (1912–1992), Unternehmer und Dressurreiter, lebte in Götzenhain und zuletzt in Dreieichenhain.
- Bodo Maria (1943), bürgerlicher Name Bodo Schäfer, Unternehmer, Sänger, Komponist und Liedtexter, lebte zeitweise in Götzenhain.
- Georg Jakob Best (1903–2003) Maler, Grafiker, Bildhauer, Meisterschüler von Paul Klee, Mitglied der Darmstädter und Frankfurter Sezession, lebte von den 1950er Jahren bis 2003 in Götzenhain.